# 中村紗彩
中村 紗彩（なかむら さあや、12月15日 - ）は、日本の女性声優。旧芸名は北條 紗彩（ほうじょう さあや）。オフィス・ティービー所属。北海道出身。身長151cm。血液型はB型。

## 出演
太字はメインキャラクター。

### テレビアニメ
2013年
- 境界の彼方（女子生徒）
- サムライフラメンコ（2013年 - 2014年、女子アナ、スケバンムーン）
- 凪のあすから（長田町子）
- ふたりはミルキィホームズ（女の子）
- はたらく魔王さま！（看護師）
- 変態王子と笑わない猫。（女子高生A）
- ゆゆ式（女子生徒B）

2014年
- 世界征服〜謀略のズヴィズダー〜（市民B）

2015年
- 銀魂゜（男子C）

2017年
- ラブライブ!サンシャイン!!（女子生徒）

### ゲーム
- MMOバトルシューティング コズミックブレイク（メルフィ）
- 誰ガ為のアルケミスト（ハヅキ）
- ガンガン!! バトルRUSH!（ナナナ[1]）
- ココロア・ダンジョンヒーロー
- 白猫プロジェクト（ヘレナ[2]、パン・メルヘラヴィー[3]フラワー[4]）
- 絵師神の絆（おばば)
- モンスターストライク（テセウス[5]）

### ドラマCD
- 魔法少女まどか☆マギカ夏コミ

### 吹き替え
- THE HOLE（アニー）
- マーサスチュワートショー
- イニョン王妃の男
- ロボット

### CM
- ダイハツCM『エコカー免税対象車 「ショッパー」篇 』

### 雑誌
- 声優グランプリ11年7月号　AMG　紹介ページモデル